# Togizita
Togizita is een bestuurslaag in het regentschap Nias Selatan van de provincie Noord-Sumatra, Indonesië. Togizita telt 1389 inwoners (volkstelling 2010).